# 比弗貝鎮區 (明尼蘇達州萊克縣)
比弗貝鎮區（英語：Beaver Bay Township）是位於美國明尼蘇達州萊克縣的一個行政鎮區。

## 地方資料
比弗貝鎮區的面積為362.09平方千米，當中陸地面積為358.16平方千米，而水域面積為3.93平方千米。根據2020年美國人口普查的數據，當地共有人口517人，而人口密度為每平方千米1.43人。